# 博拉泰
博拉泰（義大利語：Bollate），是意大利米兰省的一个市镇。总面积13.13平方公里，人口36530人，人口密度2782.2人/平方公里（2009年）。国家统计（ISTAT）代码为015027。